# Denver Symphony Orchestra
La Denver Symphony Orchestra, fondata nel 1934 e sciolta nel 1989, era un'orchestra professionistica americana di Denver, Colorado. Fino al 1978, quando fu costruita la Concert Hall Boettcher per ospitare l'orchestra sinfonica, diede i suoi spettacoli in un susseguirsi di teatri, anfiteatri e auditorium. Fu l'orchestra che, di fatto, precedette la Colorado Symphony Orchestra, anche se le due formazioni erano legalmente e strutturalmente separate.

## Fondazione e primi tempi
Nel 1922 a Denver si era formato un gruppo cittadino chiamato Civic Symphony Orchestra. Nel 1934 la Civic Symphony Society diede vita alla Denver Symphony Orchestra come prima orchestra tutta professionale della città. Il suo primo concerto fu offerto il 30 novembre 1934, al Broadway Theatre di Denver. I suoi concerti del Martedì sera venivano di solito eseguiti presso l'Auditorium Comunale. Sia la orchestre cittadine che quelle professionali furono mantenute per tutta la stagione 1946-1947. Il direttore Horace Tureman le diresse entrambe fino al suo ritiro nel 1944, a causa di una malattia.
In 1945, Saul Caston, who had been associate conductor of the Orchestra di Filadelfia under both Leopold Stokowski and Eugene Ormandy, became The Denver Symphony's Conductor and Music Director. Caston built the orchestra significantly during his tenure, through touring, school performances, low-priced family ticket plans, and outdoor performances at the Red Rocks Amphitheater, west of Denver.  A 1951 Time Magazine article documented his leadership, declaring, “Last season the Denver Symphony was among the leaders in performing American music.”
Nel 1938 Sergei Prokofiev diresse l'orchestra nella sua Prima Sinfonia ed eseguì il suo primo Concerto per pianoforte sotto la direzione di Orazio Tureman. Lo spettacolo fu complicato dal comportamento di Prokofiev, dalle pessime stampe delle partiture e da un tempo per le prove insufficiente e non piacque né ai critici né allo stesso Prokofiev. Nel corso del 1950, sotto la direzione di Saul Caston, Jascha Heifetz, Rudolf Serkin, Gregor Piatigorsky e Leon Fleischer furono tra artisti ospiti dell'orchestra sinfonica.
Agli inizi del 1960, Saul Caston stava perdendo l'appoggio di alcuni musicisti e membri della comunità. Fu sostituito nel 1964 da Vladimir Golschmann, ex direttore della Saint Louis Symphony, seguito nel 1970 da Brian Priestman, in precedenza direttore musicale del Royal Shakespeare Theatre, della Edmonton Symphony e dell'Orchestra Sinfonica di Baltimora.

## Le ere di Priestman e Delogu
Sotto Brian Priestman l'orchestra sperimentò successo artistico e finanziario, insieme a un forte sostegno della comunità. Andarono in tournée con i direttori ospiti, tra i quali Carmen Dragon ed Henry Mancini. La stazione radio commerciale classica di Denver e il grande magazzino May D & F organizzavano ogni anno un evento annuale di una settimana per la raccolta fondi, la creazione di uno studio di trasmissione ed uno spazio per gli spettacoli nelle vetrine del negozio del centro.
Nel 1972, gli elettori di Denver approvarono un prestito obbligazionario per costruire un nuovo spazio per gli spettacoli, appositamente per l'orchestra sinfonica e la Boettcher Concert Hall aprì nel 1978, la prima sala sinfonica degli Stati Uniti ad essere costruita a tutto tondo.
Sixten Ehrling fu nominato Direttore Principale Ospite nel 1978 e Gaetano Delogu divenne direttore musicale e direttore d'orchestra nel 1979. Il pianista concertista ed ex direttore musicale della New Orleans Symphony, Philippe Entremont, diventò Direttore Principale nel 1986 e direttore musicale nel 1988.

## Difficoltà lavorative e finanziarie
Una serie di controversie di lavoro iniziò alla fine del 1970, costringendo ad un ritardo di 9 settimane nella stagione 1977. L'inizio della stagione 1980 fu ritardato per dodici settimane. Altre difficoltà finanziarie cominciarono ad accumularsi e perdite significative furono sostenute nella stagione estiva all'aperto del 1984 a causa del tempo insolutamente molto piovoso. Nel 1986 i musicisti decisero un taglio dello stipendio del 20%.
Nel 1988 le prime tre settimane della stagione furono annullate per motivi finanziari. Durante la stagione, il Presidente del Consiglio, il direttore esecutivo e il direttore musicale Entremont diedero tutti le dimissioni. Nel marzo del 1989, subito dopo la maratona di raccolta fondi annuale del week-end, la Symphony Association annullò il resto della stagione. Presentarono istanza di fallimento il 4 ottobre. Nel maggio 1990 la Denver Symphony Association si fuse con la nuova formazione Colorado Symphony Association, che aveva costituito la Colorado Symphony, un'orchestra nuova e inizialmente più piccola che impiegava molti dei musicisti della Denver Symphony.
Il concerto finale della Denver Symphony Orchestra fu tenuto il 25 marzo 1989.

## Direttori d'orchestra & Direttori musicali
| Horace Tureman      | Direttore d'orchestra                   | 1934-44 |
| Saul Caston         | Direttore Musicale                      | 1945-64 |
| Vladimir Golschmann | Direttore Musicale                      | 1964-69 |
| Brian Priestman     | Direttore Musicale                      | 1970-79 |
| Sixten Ehrling      | Direttore d'orchestra Ospite Principale | 1978-79 |
| Gaetano Delogu      | Direttore Musicale                      | 1979-80 |
| Philippe Entremont  | Direttore d'orchestra principale        | 1986-88 |
|                     | Direttore Musicale                      | 1988-89 |